# Simulium tshuni
Simulium tshuni är en tvåvingeart som beskrevs av Yankovsky 2006. Simulium tshuni ingår i släktet Simulium och familjen knott. Inga underarter finns listade i Catalogue of Life.